# Grassets test
Grassets test används i Sverige som benämning av test för att påvisa förekomst av övre motorneuronskada. Det har föreslagits att istället helt övergå till benämningen "armar-framåt-sträck", bland annat då Grassets test även kan anspela på andra test. I testet ska patienten ha sträckta fingrar och händerna supinerade, med armarna sträckta framåt. Pronation, flexion och sänkning i armar och fingrar observeras. Motsvarigheten för benen kallas Barrés test.

## Resultat
Om en arm får en pronationsrörelse (vänder nedåt med handflatan mot marken) sägs det att testet är positivt för en pronations-drift i samma arm. Det innebär att patienten har en kontralateral skada på pyramidbanan.
Om en arm svingar upp och ner eller rör sig utåt tillbaka upp mot huvudet sägs det att det är en ipsilateral skada på cerebellum.